# Matthieu de Lorraine
 (juillet 2024).
Mathieu de Lorraine, né en 1170, mort en 1217, est un ecclésiastique français, évêque de Toul de 1198 à 1206.

## Biographie
Mathieu de Lorraine est le fils de Ferry Ier, seigneur de Bitche, puis duc de Lorraine, et de Ludmilla de Pologne.
Dès 1178, il est chanoine de l'église-collégiale, aujourd'hui cathédrale Saint-Dié de Saint-Dié-des-Vosges. En 1188, il devient archidiacre à Toul et grand-prévôt du chapitre de Saint-Dié.
En juin 1188, il règle les droits du grand-prévôt et des chanoines de Saint-Dié.
Le 28 juin 1196, de passage dans les Vosges à Bruyères, l'empereur Henri VI prend sous sa protection l'église de Saint-Dié, tout en confirmant ses privilèges et précisant les droits et obligations de son avoué. Simon II, duc de Lorraine, le frère de son père Ferry de Bitche, figure comme témoin dans l'acte. Ces deux derniers sont les cousins-germains maternels d'Henri VI.

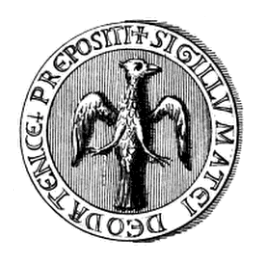
Sceau de Mathieu de Lorraine comme prévôt de Saint-Dié.

Le 15 juillet 1197, de Palerme, l'empereur Henri VI relève son église de Saint-Dié du servitium qu'il lui devait.
En 1198, Mathieu de Lorraine est élu évêque de Toul, mais il dissipe rapidement les biens de son diocèse et il est déposé en 1206 sur la demande des chanoines.
Il se retire à Saint-Dié et utilise les revenus de sa charge pour mener une vie scandaleuse avec sa fille, née d'une liaison avec une religieuse de l'abbaye d'Épinal. Il entretient également une troupe de brigands, jusqu'à ce que son frère Ferry II, excédé, le chasse du duché et fasse raser sa demeure. Il erre alors en Alsace avec ses compagnons de brigandage.
En 1203, il fait construire un château au Clermont, sur les hauteurs de Saint-Dié et de La Bolle sur la roche au lieu-dit La Chaise du roi dans la montagne de La Madeleine. En 1206, attaqué par son père, son frère et d'autres seigneurs lorrains, il se réfugie dans un ermitage dédié à sainte Marie-Madeleine, au sommet de la montagne de Clermont (La Madeleine), à proximité de la fontaine de La Solitude.

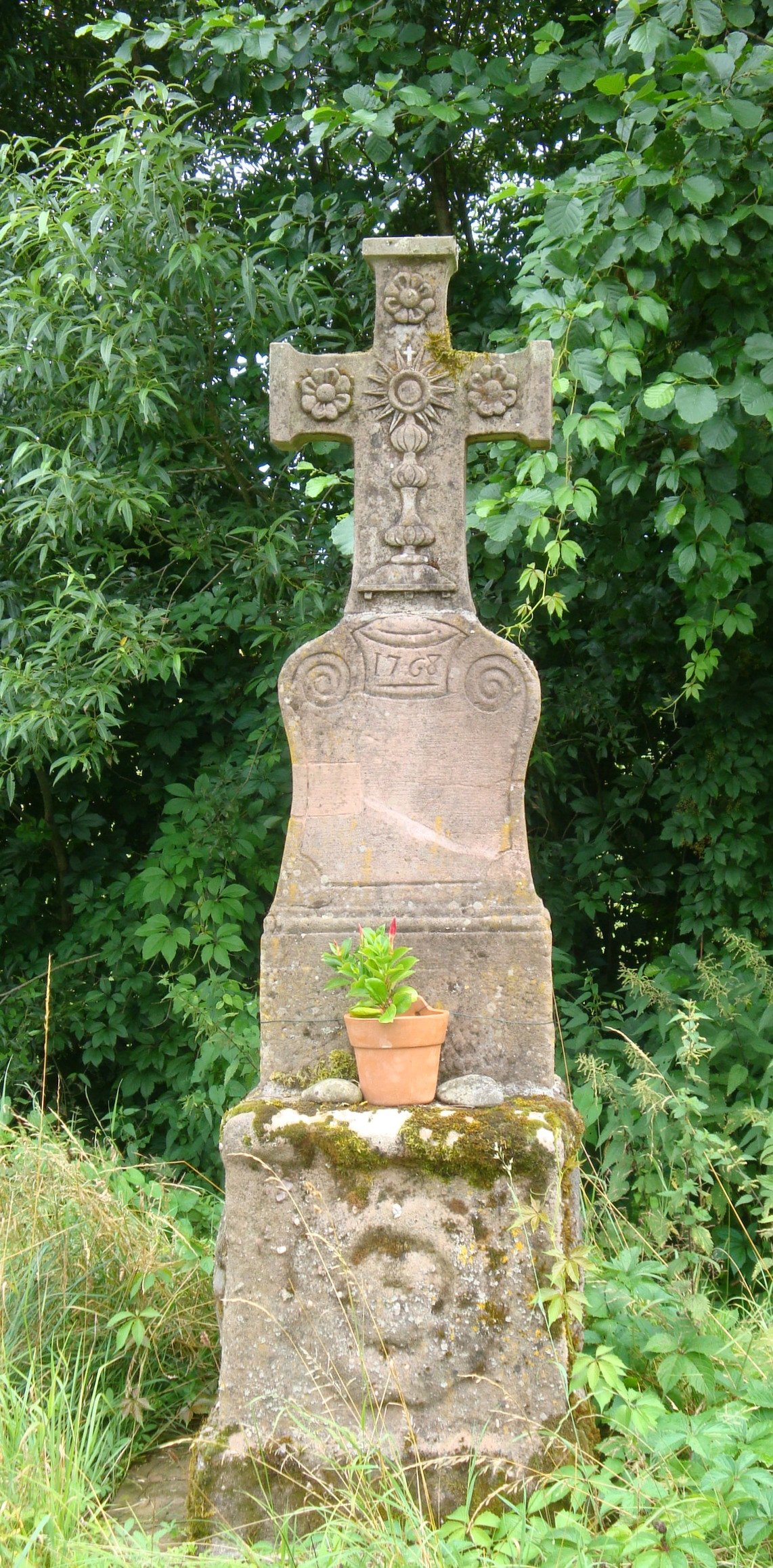
Croix Maherus, Void de Parupt, Saint-Michel-sur-Meurthe.

En 1217, Renaud de Senlis, également appelé Reinald de Chantilly, l'évêque qui lui a succédé à Toul, se rend dans les Vosges, à Saint-Dié puis Senones. À son retour, passant par l'abbaye d'Étival, et se dirigeant vers l'abbaye d'Autrey, Mathieu de Lorraine le surprend dans une embuscade et le tue le 27 mars 1217 à La Bourgonce au lieu dit La Passée du Renard (passe de Renaud). Son neveu, le duc Thiébaud Ier de Lorraine, part à sa recherche, le retrouve sur le chemin de Void de Parupt à Saint-Michel-sur-Meurthe et le tue d'un coup de lance le 3 (ou le 10) avril 1217, mardi après la Pentecôte. Une croix commémorative a été érigée à cet endroit.